# Калпепер, Томас
Томас Калпепер (англ. Thomas Culpeper, около 1514 — 10 декабря 1541[…], Тайберн, Лондон) — придворный и близкий друг короля Англии Генриха VIII, родственник двух его жён: Анны Болейн и Кэтрин Говард. Был обвинён в любовной связи с королевой Екатериной; оба обезглавлены за измену.

## Биография
Второй из трёх сыновей Александра Калпепера (ум. 1541) из Беджбери, к югу от Мейдстона в Кенте, и его второй жены, Констанции Харпер. Его старший брат, также по имени Томас, был клиентом Томаса Кромвеля. Братья были известны тем, что собирали ценные вещи для королевской семьи во время своего пребывания при дворе. Он был дальним родственником семейства Говард, в то время очень могущественного: девичьей фамилией матери Кэтрин Говард была Калпепер. Они стали особенно влиятельными после падения кардинала Уолси в 1529 году и в течение короткого времени при правлении Анны Болейн, которая была их двоюродной сестрой.

### При дворе
Купив имение Хайам-парк в Бридже около Кентербери в 1534 году, к 1535 году Калпепер стал придворным виконта Лайла и его жены Хоноры, для которых раздобыл несколько редких вещей. В 1538 году Хонора подарила Калпеперу ястреба; в том же году Калпепер сотрудничал с Ричардом Кромвелем: ему поручили подобрать ястреба для короля Генриха VIII.
Современники описывали Калпепера «прекрасным юношей», которому сильно благоволил Генрих. Именно благодаря этому Калпепер имел большое влияние на короля и часто использовал это влияние в своих целях. В 1539 году Томаса Калпепера обвинили в изнасиловании жены смотрителя парка и убийстве сельского жителя. Есть вероятность, что насильником был старший брат Калпепера, которого также звали Томас. Из-за одинаковых имён возможна путаница между братьями. Тем не менее, его старший брат Томас (род. ок. 1501), возможно, получил рыцарское звание, как указано в семейном древе Калпеперов. Кто бы ни был виновным, ему было даровано королевское помилование. Калпеперу была оказана честь служить хранителем арсенала, и Генрих в конечном счёте сделал его своим пажом, что дало Калпеперу доступ в королевские покои, поскольку его роль заключалась в том, чтобы одевать и раздевать Генриха и находиться при короле ночью, если тому что-либо понадобится. Он был среди привилегированных придворных, которые встречали немецкую невесту Генриха Анну Клевскую, когда та приехала в Англию.
С 1537 по 1541 год Калпепер получил несколько подарков, в том числе поместье на территории дворца Пенсхерст и собственность в Кенте, Эссексе, Глостершире и Уилтшире.

### Связь с Кэтрин Говард
В 1540 году Калпепер привлёк внимание новой юной жены Генриха Кэтрин Говард; к 1541 году они стали проводить вместе много времени, часто в одиночестве и поздно вечером, при содействии и поощрении со стороны фрейлины леди Кэтрин, леди Рочфорд, овдовевшей невестки Анны Болейн. Их связь повлекла за собой казнь всех причастных.
Калпепер имел доступ к покоям королевы и часто контактировал с королевой и её окружением. В марте 1541 года, когда король Генрих VIII отправился в путешествие в Дувр и оставил Кэтрин в Гринвиче, Калпепер стал добиваться благосклонности молодой королевы, которая приходилась ему дальней родственницей. Считается, что их частные встречи, устраиваемые леди Рочфорд, начались приблизительно в мае того же года. Только ей и другой фрейлине Кэтрин Тилни разрешалось при этом входить в покои королевы.
30 июня Кэтрин и король Генрих VIII отправились на север в Йорк, чтобы встретиться с королём Шотландии Яковом V. Они прибыли в Линкольн 9 августа, где у Калпепера состоялась очередная тайная встреча с королевой в её покоях. Эти встречи продолжились в замке Понтефракт после прибытия двора 23 августа. Считается, что письмо Кэтрин Калпеперу было отправлено именно в это время. В этом письме она интересуется его самочувствием и обеспокоена его болезнью. Кэтрин также пишет, что очень верит в него и надеется, что он исполнит то, что обещал.
Можно предположить, что их отношения были обусловлены не только страстью, но и сосредоточены на политической карьере Калпепера. У Генриха было подорвано здоровье, а его наследником был маленький Эдуард; как фаворит Кэтрин Калпепер получил бы очень выгодную политическую позицию при дворе. Если упомянутое Кэтрин обещание касалось того, что он знал о её предыдущих сексуальных отношениях, Калпепер мог бы использовать это в качестве рычага для получения власти и контроля над самой королевой. В этом письме Кэтрин заявляет, что  хочет поговорить с Калпепером, но не упоминает о желании личной близости; тем не менее письмо подписано: «Твоя, пока длится жизнь».
Донесения о добрачных связях королевы привлекли внимание Томаса Кранмера, архиепископа Кентерберийского. Во время расследования Кранмер натолкнулся на слухи о романе между королевой и Калпепером; Калпепер был вскоре арестован и допрошен. И он, и королева отрицали обвинения, но письмо от Кэтрин Калпеперу, найденное во время обыска в его покоях стало необходимым доказательством связи. Также в письме содержалось упоминание Джейн Болейн, леди Рочфорд.

### Падение и казнь
Калпепер был арестован по приказу короля Генриха, и в декабре 1541 года осуждён за супружескую измену вместе с Фрэнсисом Деремом, которого также обвиняли в связи с королевой до её брака с Генрихом. Кэтрин не скрывала роман с Калпепером от членов своей семьи, которые, чтобы защитить себя, теперь свидетельствовали против неё.
Королеву обвинили в соблазнении Калпепера во дворце Чениз в Бакингемшире. Благодаря показаниям частных встреч в Хэтфилд-хаусе в Хартфордшире и во время путешествия короля на север Англии летом 1541 года его судьба была решена. Под пытками Калпепер признался в сексуальной связи с Кэтрин. И Калпепер, и Дерем были признаны виновными и приговорены к смертной казни.
Оба были приговорены к повешению, потрошению и четвертованию. Оба мужчины умоляли о снисхождении; Калпеперу, предположительно из-за его прежних дружеских отношений с королём, смягчили приговор, заменив способ казни обезглавливанием. Дерем не получил такой милости.
Калпепер был казнён вместе с Деремом в Тайберне 10 декабря 1541 года, а их головы были выставлены на Лондонском мосту. Калпепер был похоронен в церкви Святого Гроба Господня в Нью-Гейт в Лондоне. Королева Кэтрин Говард и леди Джейн Рочфорд были казнены 13 февраля 1542 года и были похоронены в часовне Святого Петра на территории Тауэра.

## В искусстве
- Фигурирует в трилогии Форда Мэдокса Форда о Кэтрин Говард «Пятая королева».
- В фильме «Частная жизнь Генриха VIII» (1933) роль Калпепера исполнил Роберт Донат.
- В телесериале BBC «Шесть жён Генриха VIII» (1970) в роли Калпепера — Ральф Бейтс.
- В фильме «Шесть жён Генриха VIII» (1972) роль Калпепера исполнил Робин Сачз.
- В мини-сериале «Генрих VIII» (2003) в роли Калпепера — Джозеф Морган.
- В телесериале «Тюдоры» в роли Томаса Калпепера — британский актёр Торранс Кумбс.